# Министерство национальной обороны Литвы
Министе́рство национа́льной оборо́ны Литвы, Министерство обороны Литвы, Министерство охраны края (лит. Lietuvos Respublikos krašto apsaugos ministerija) — правительственное учреждение Литвы, основанное в 1990 году. Его миссия, как гласит его веб-сайт:
Реализация совместной политики с НАТО, сотрудничество с зарубежными странами в сфере обороны, представление интересов Литвы в области координации международного гуманитарного права, управление национальной обороны и безопасности финансовых ресурсов, обеспечение армии вооружением, оборудованием и другими ресурсами, внедрение политики управления персоналом, подготовка военного резерва, управление обязательной воинской службой, подготовка общества для гражданского сопротивления, планирование национальной мобилизации.

## Министры охраны края
- Аудрюс Буткявичюс (1992—1993)
- Линас Антанас Линкявичюс (1993—1996)
- Чесловас Станкявичюс (1996—2000)
- Линас Антанас Линкявичюс (2000—2004)
- Гедиминас Киркилас (2004—2006)
- Юозас Олекас (2006—2008)
- Раса Юкнявичене (2008—2012)
- Юозас Олекас (2012—2016)
- Раймундас Кароблис (2016—2020)
- Арвидас Анушаускас (с 11.12.2020 — 25.03.2024)
- Лауринас Касчюнас (с 25.03.2024 — 12.12.2024)
- Довиле Шакалене (c 12.12.2024 — н.в.)

## Департаменты и службы
Ведомства системы охраны края (лит. Krašto apsaugos sistemos įstaigos) — перечень ведомств находящийся в подчинении министерства охраны края Литвы, выполняющих задачи по реализации и предоставлению планов национальной обороны страны.

### Ведомства
- Войско Литовское

### Департаменты
- Департамент общих дел министерства (лит. KAM Bendrųjų reikalų departamentas)
- Второй департамент оперативных служб (лит. Antrasis operatyvinių tarnybų departamentas prie KAM)
- Департамент мобилизации и гражданского сопротивления (лит. Mobilizacijos ir pilietinio pasipriešinimo departamentas prie KAM)
- Департамент расширения инфраструктуры (лит. Infrastruktūros plėtros departamentas prie KAM)

### Службы и агентства
- Централизованная финансовая и имущественная служба (лит. Centralizuota finansų ir turto tarnyba prie KAM)
- Агентство оборонных ресурсов (лит. Gynybos resursų agentūra prie KAM)

### Музеи
- Военный музей имени Ви́таутаса Великого (лит. Vytauto Didžiojo karo muziejus)

## Военная помощь Украине в российско-украинской войне

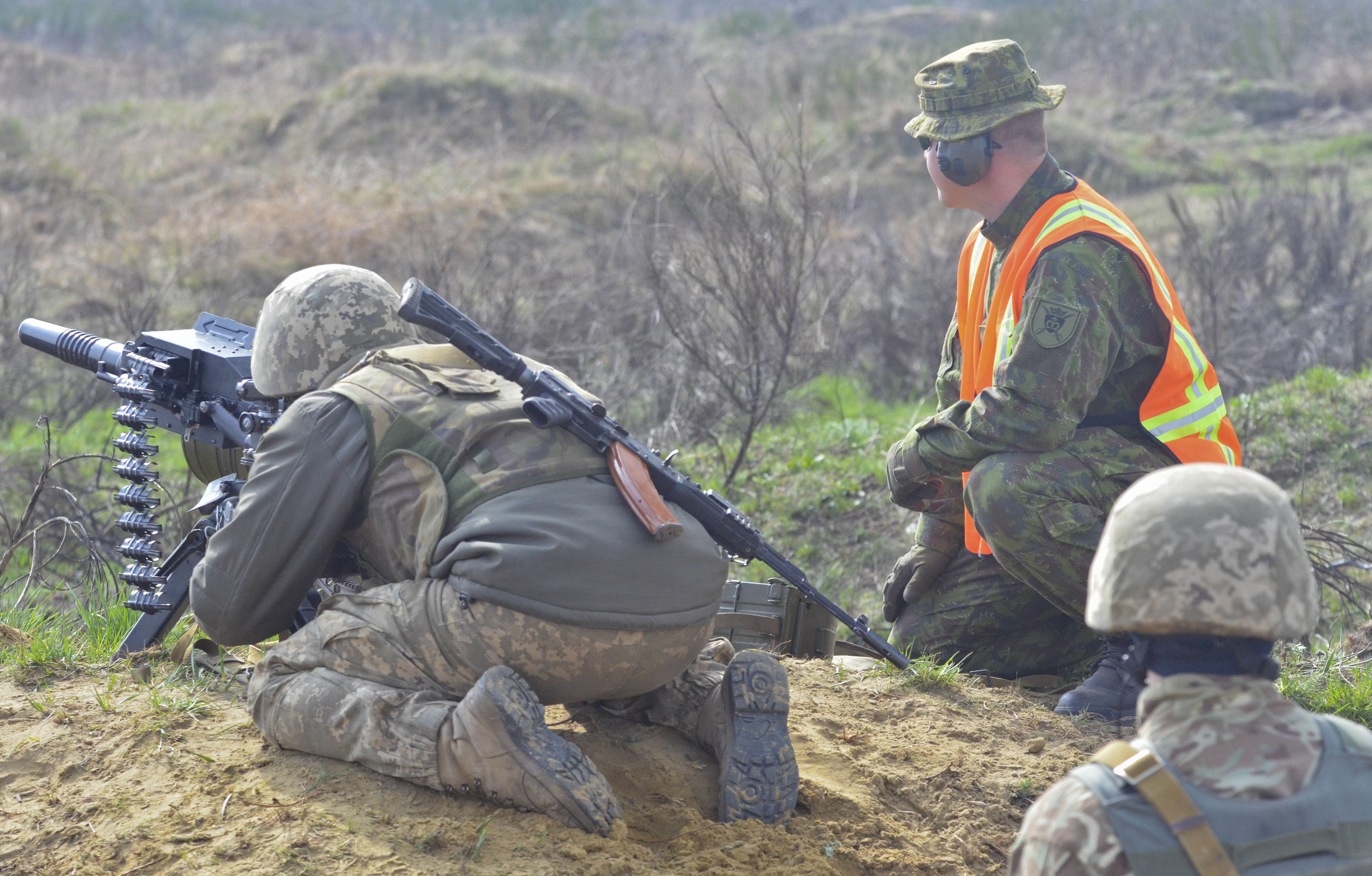
Литовский инструктор на учениях 25 ОПДБр ДШВ Украины в 2016 г.

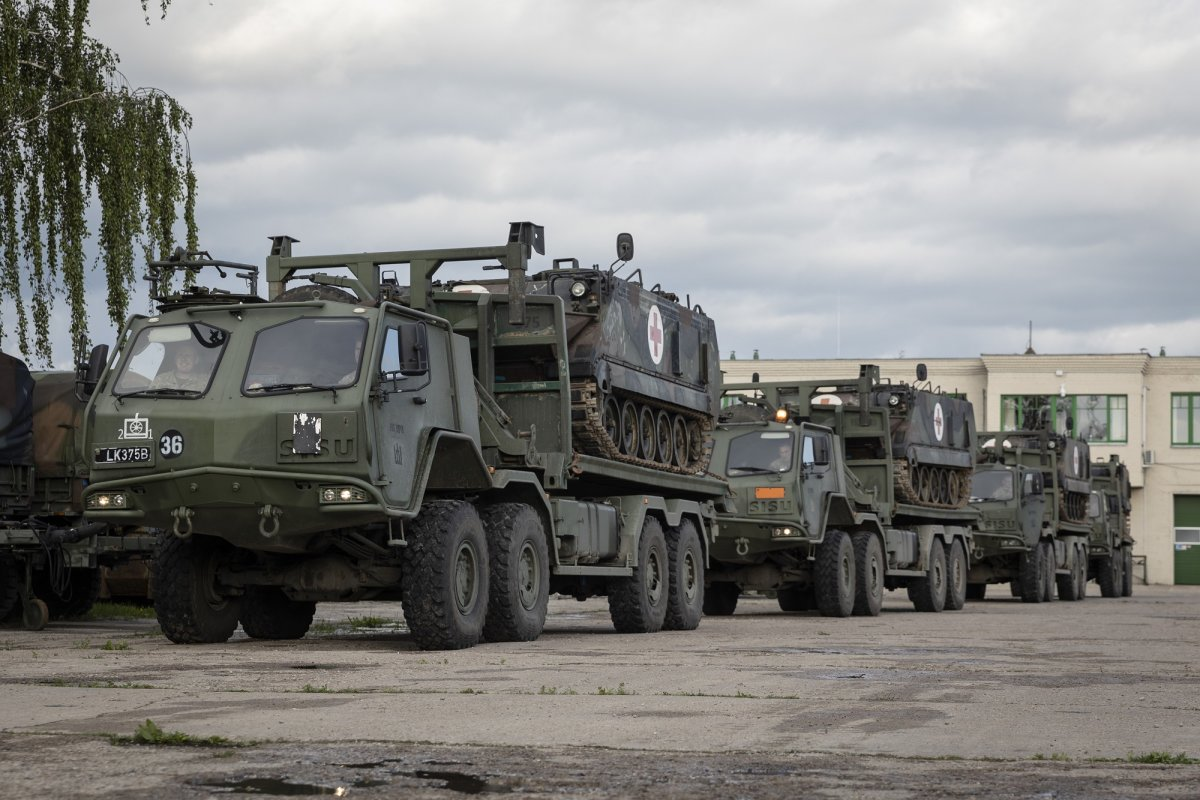
Перевозка литовскими военными переданных Украине бронетранспортёров М113 в санитаро-эвакуационной модификации в августе 2022 г.

Литва является одним из крупнейших поставщиков военной и гуманитарной помощи Украине в ходе российско-украинской войны начиная с 2014 года.
Также Литва участвует в работе многонациональной Объединённой комиссии по реформе обороны и сотрудничества в области безопасности с Украиной (MJC). Кроме того, при Правительстве Украины действует литовский стратегический советник высшего уровня.
По состоянию на ноябрь 2022 года общая сумма помощи от Литвы составила 640 миллионов евро, из которых военная помощь составила 232 миллиона.

#### Люблинский треугольник
Трёхсторонний региональный альянс для политического, экономического и социального сотрудничества между Украиной, Польшей и Литвой, целью которого является укрепление диалога между странами, поддержка интеграции Украины в Европейский союз и НАТО.
Люблинский треугольник поддерживает предоставление Украине статуса партнёра с расширенными возможностями НАТО и заявляет, что предоставление Украине Плана действий по членству в НАТО является следующим необходимым шагом в этом направлении.
Трёхсторонний формат основан на традициях и исторических связях трёх стран. Соответствующую общую декларацию министры подписали 28 июля 2020 года в Люблине, Польша. Люблин избрали специально как намёк на средневековую Люблинскую унию, создавшую Речь Посполитую — одно из крупнейших государств Европы в своё время.

#### Тренировочная военная миссия вУкраине(JGMT-U)
По состоянию на 2017 год в Украине в рамках JMTG-U находилось 16 литовских инструкторов, а в 2022 году численность инструкторов должна была состоять из 60 военнослужащих. Литва реализовывает программу обучения украинских парамедиков.

#### Народное финансирование и литовскийБайрактар
В конце мая 2022 года, литовский журналист и блогер Андрюс Тапинас и основанное им интернет-СМИ Laisvės TV (рус. ТВ Свободы), на своём ютуб-канале сообщили о сборе средств по системе краудфандинг для покупки ударного беспилотника Bayraktar TB2 для нужд ВСУ на фоне Российско-Украинской войны.
За три дня, литовцами были собраны около 5 млн евро — к данной акции присоединились многие известные общественные деятели Литвы, в том числе экс-президент Литвы Даля Грибаускайте.
После окончания сбора средств по достижении цели краудфандинга было опубликовано открытое письмо к Министерству охраны края Литвы с целью передачи денег на покупку у компании BAYKAR одного беспилотника, для дальнейшей передачи его ВСУ.
В начале июня 2022 года, вице-министр охраны края Литвы Вилиюс Смешка, прибыл в Турцию для подписания договора об сотрудничестве с Турцией в оборонной сфере, что позволяет Литве покупать вооружение турецкого производства. Во-время встречи, представители BAYKAR заявили что Литве ударный беспилотник будет передан бесплатно, в свою очередь деньги собранные посредством краудфандинга будут использованы для покупки подвесного вооружения.
Это первая акция подобного рода, позже такие акции стали частыми среди стран-партнёров Украины.

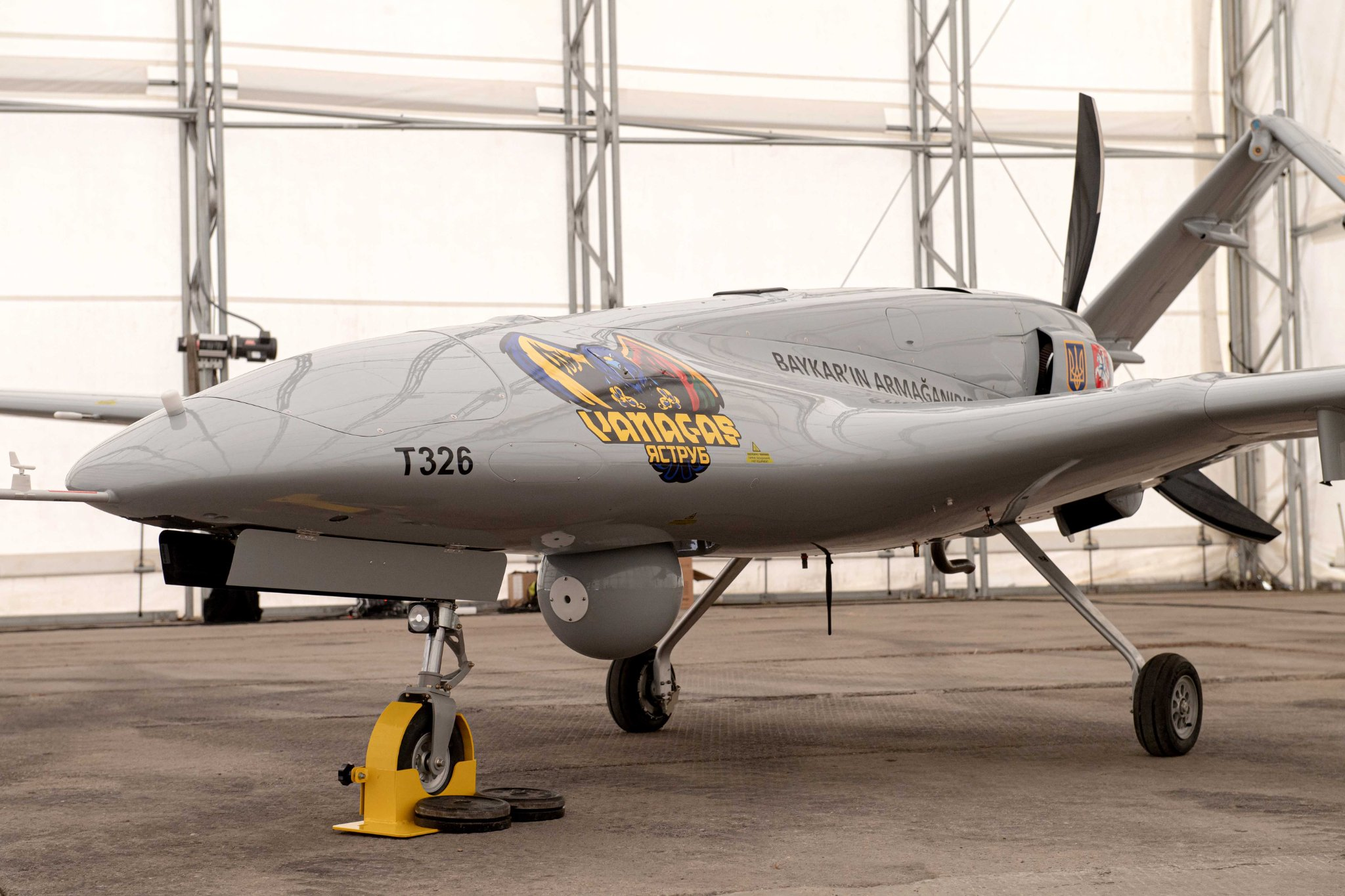
ТБ2 Байрактар на авиабазе ВВС Литвы Зокняй (вид спереди).
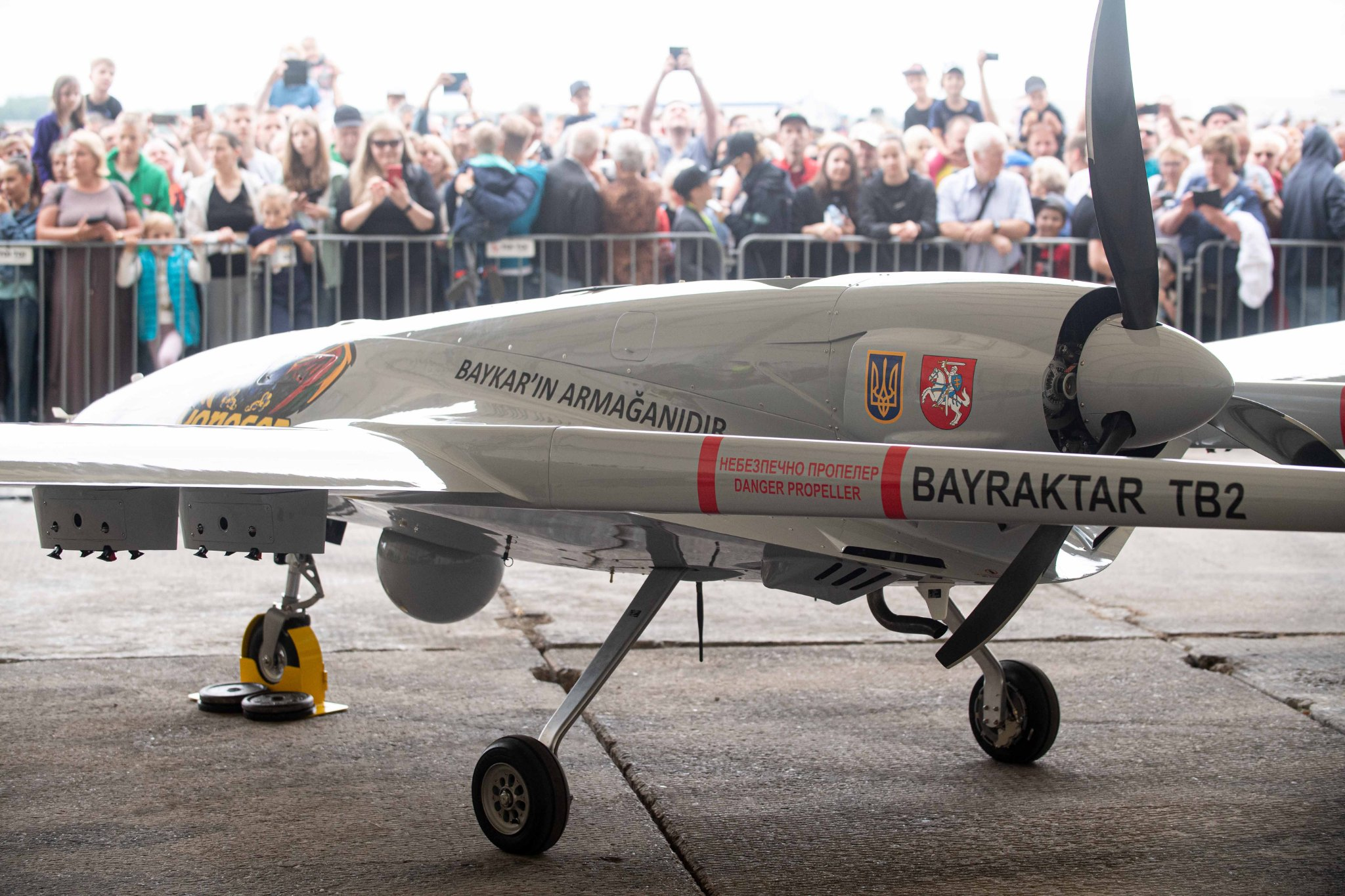
ТБ2 Байрактар на авиабазе ВВС Литвы Зокняй (сзади).
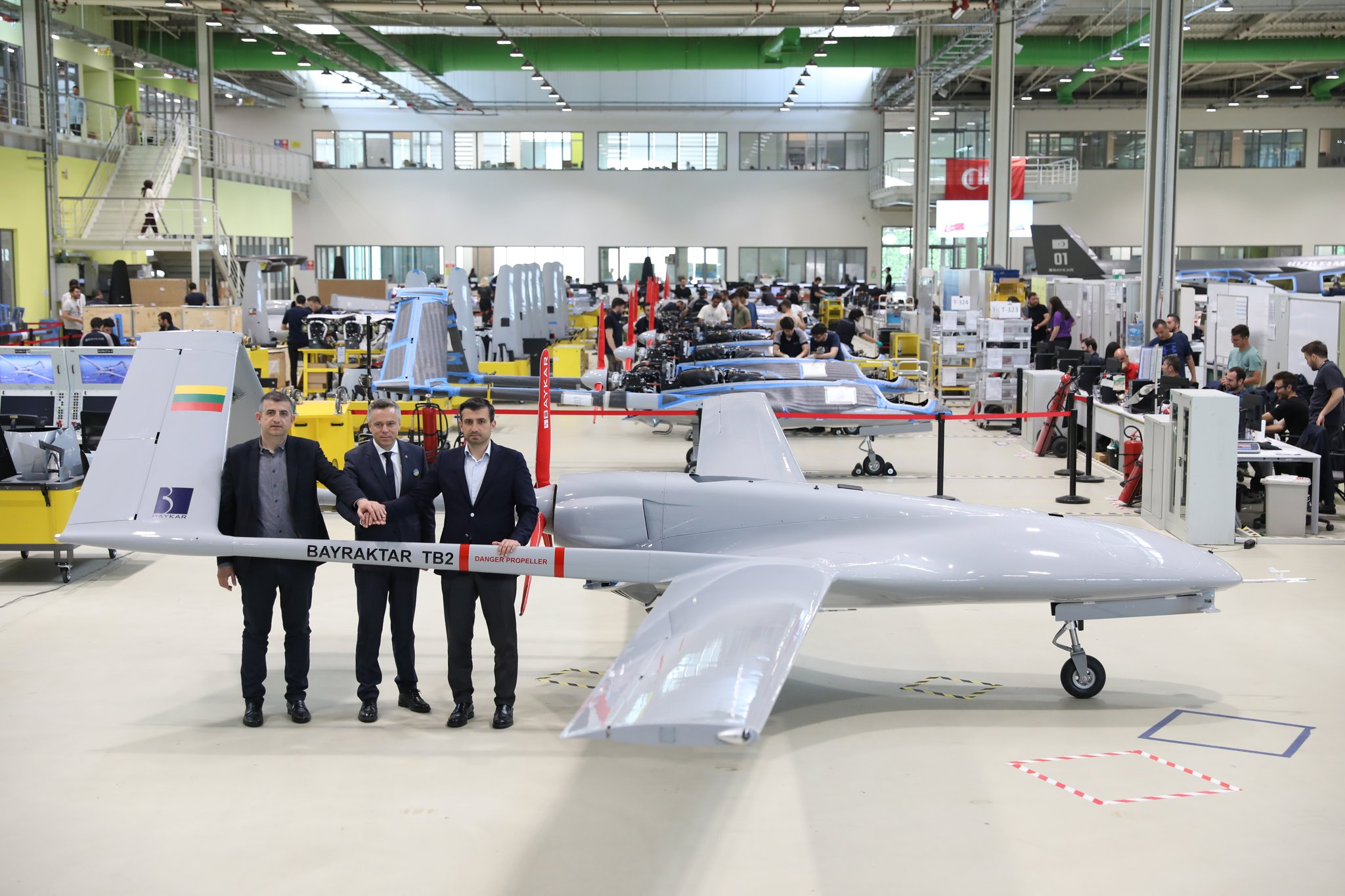
Встреча литовской делегации с представителями компании BAYKAR в Турции.